# Inform
Inform is een programmeertaal ontwikkeld door Graham Nelson, waarmee computerspellen van het type interactieve fictie, ook tekstadventures genoemd, kunnen worden ontworpen. De Inform-compiler genereert van de broncode een bestand in Z-code, dat door een interpreter voor Z-code kan worden gelezen. Z-code werd oorspronkelijk door Infocom ontwikkeld voor het klassieke tekstadventurespel Zork. Het is met behulp van Nederlandstalige bibliotheek-bestanden mogelijk met Inform Nederlandstalige tekstadventures ontwerpen.
- Inform homepage